# Space Station Silicon Valley
Space Station Silicon Valley es un videojuego de plataformas lanzado en octubre de 1998 por la desarrolladora escocesa DMA Design (ahora conocida como Rockstar North, creadora de la serie Grand Theft Auto). Fue lanzado inicialmente para la Nintendo 64, y más tarde portado en dos versiones exclusivas en Europa, primeramente para la PlayStation, bajo el título de Evo's Space Adventures en 1999, y ese mismo año para la Game Boy Color. Varios glitches estuvieron presentes en el juego, pero esto no le impidió lograr buenas críticas.

## Jugabilidad
El jugador controla a Evo, un robot reducido a un microchip durante un accidente en la estación del titular causada por una pelea por las emisoras de radio. Sin protección, Evo pierde energía a un ritmo constante. Para sobrevivir, Evo debe entrar en los cuerpos de animales, (que cada uno posee sus propias habilidades) y utilizarlos para resolver rompecabezas y derrotar a los enemigos en cada nivel, recogiendo "células de energía púrpura" en el camino. Como este progresa, Dan se encuentra atrapado en la nave espacial destruida del equipo asignando a Evo sus misiones y comentando de vez en cuando.
Mientras avanza a través de las cuatro secciones distintas de la estación espacial - Euro-Eden, Reino Ártico, Safari, y la Aventura del Desierto - el jugador recoge los restos dispersos del traje protector de Evo, eventualmente reensamblándolo para él el último nivel.

## Bugsyglitches
El juego ha sido conocido por congelarse, pero es una ocurrencia rara y más común cuando se usa el Expansion Pak. En algunos casos es imposible pasar las primeras pantallas de inicio si el Expansion Pak está presente.
En algunos niveles, el jugador puede ser capaz de atravesar las paredes cuando son golpeadas en el ángulo correcto. Esto es más común en las "Alcantarillas Stinky", donde las paredes pueden ser inestables. En algunos lugares, el jugador puede incluso pasar a través de las paredes hacia el exterior del nivel que puede resultar en que el jugador muera instantáneamente.
Un error más impide que el jugador reúna todos los recuerdos en el juego. Debido a la causa de este error, es imposible para el jugador completar el juego y ser testigo de su correcto final. Recogiendo todos los recuerdos abre también un nivel de bonificación secreto. A éste no se puede acceder normalmente a causa del error. Sin embargo, se puede llegar mediante la introducción de un código en la pantalla de selección de nivel.

## En medios
- Escenas de este juego aparecen en el video musical de Mouse on Mars "Twift Shoeblade".[4]
- El "tema de victoria" oído después de completar un nivel se puede escuchar de vez en cuando en una de las estaciones de radio en el juego de DMA de 1999, Grand Theft Auto 2.